# Zasilni pristanek
Zasilni pristanek, tudi pristanek v sili je nenačrtovan pristanek zrakoplova, bodisi na kopnem, bodisi na vodi.
Poznamo dve vrsti zasilnih pristankov:
- prisilni pristanek, ko letalo nima več lastnega pogona
- zasilni pristanek, ko pilot pristane zaradi preventive še vedno z delno delujočim zrakoplovom

## Prisilni pristanek
Pri tovrstnih pristankih gre za pristanek zrakoplova brez lastnega pogona. Po navadi gre pri tem za pomanjkanje goriva, požar na motoru ali motorjih, okvara motorja ali motorjev ter druge podobne situacije. V tem primeru pilot nima izbire kje in kdaj bo pristal, zato so po navadi taki pristanki mnogo težji in imajo praviloma za posledico več smrtnih žrtev.
Manjši zrakoplovi imajo pri prisilnih pristankih več možnosti za dober razplet, saj ne potrebujejo veliko prostora za pristanek, pa tudi manjša skupna masajim omogoča daljše jadranje brez pomoči motorjev. Velika letala potrebujejo za pristanek daljše in bolj utrjene površine, kar pomeni, da ob prisilnem pristanku načeloma nimajo na voljo ustreznega prostora. Tudi pristajalne hitrosti večjih letal so višje, kar spet predstavlja težavo pri prisilnih pristankih, še posebej v vodi, kjer velika hitrost in velika hitrost zaustavljanja lahko vodi v lomljenje trupa letala. Pri helikopterjih je prisilni pristanek skoraj nemogoč, saj to plovilo ne more jadrati, ker je odvisno od vzgona glavnega rotorja.
Prisilni pristanek na vodi (Ditching) se izvede na vodi, letalo pristane brez izvlečenega pristajalnega podvozja, razen če ima fiksno.

## Zasilni pristanek
Zasilni pristanek je po navadi posledica manjših okvar ali napak, ki bi lahko ob nadaljevanju poleta povzročile nezaželene posledice. V tem primeru pilot po navadi izbere najbližje letališče ali drug primeren prostor, kjer pristane s svojim zrakoplovom. Tovrstni pristanki so bolj pogosti in se po navadi iztečejo brez resnejših posledic za posadko in morebitne potnike.

## Pristanek na trebuhu
Pristanek na trebuhu se izvede, če letalu ni uspelo izvlačiti pristajalnega podvozja. V praksi sicer redko, ker imajo letala po navadi sekundarni sistem za izvlačenje, kot npr. stisnjen zrak, ročno črpalko ali pa gravitacijsko izvlečenje. Se pa kdaj zgodi v športnih letalih, ko je pilot pozabil izvlačiti podvozje.